# Basketball-Amerikameisterschaft 2005
Die Basketball-Amerikameisterschaft 2005 (offiziell: Campeonato FIBA Americas 2005 (englisch The FIBA Americas Championship 2005)) ist die 12. Auflage dieses Turniers und fand vom 24. August bis zum 4. September 2005 in der dominikanischen Hauptstadt Santo Domingo statt. Bei dem Turnier ging es neben der Kontinentalmeisterschaft für nationale Auswahlmannschaften der Herren des Kontinentalverbands FIBA Amerika gleichzeitig um die Qualifikation zur Basketball-Weltmeisterschaft 2006. Von den zehn teilnehmenden Mannschaften qualifizierten sich die vier Halbfinalisten direkt für die Weltmeisterschaften. Da Vizeweltmeister Argentinien als Olympiasieger bereits direkt für die Weltmeisterschaften qualifiziert waren, war bei einer Halbfinalteilnahme der argentinischen Mannschaft auch die direkte Qualifikation für den Fünftplatzierten möglich. Die Spiele wurden ausschließlich im Palacio Virgilio Travieso Soto ausgetragen, in dem bereits zwei Jahre zuvor die Basketball-Wettbewerbe der Panamerikanischen Spiele 2003 stattgefunden hatten.

## Teilnehmer
Regionale Qualifikation nach den Subzonen des Kontinentalverbands. Neben den beiden Nationalmannschaften der nordamerikanischen Subzone nahmen die vier Halbfinalisten der zentral- und südamerikanischen Meisterschaften, zu denen auch der Gastgeber Dominikanische Republik als Sieger der Centrobasket 2004 gehörte.

### Nordamerika
- Kanada
- Vereinigte Staaten

### Zentralamerika & Karibik
- Dominikanische Republik (Gastgeber & Sieger Centrobasket 2004)
- Puerto Rico (Finalist Centrobasket 2004)
- Panama (Bronzemedaille Centrobasket 2004)
- Mexiko (Halbfinalist Centrobasket 2004)

### Südamerika
- Argentinien (Sieger Campeonato Sudamericano 2004)
- Brasilien (Finalist Campeonato Sudamericano 2004)
- Venezuela (Bronzemedaille Campeonato Sudamericano 2004)
- Uruguay (Halbfinalist Campeonato Sudamericano 2004)

## Modus
Beim Turnier wurde eine Vorrunde in zwei Gruppen zu je fünf Mannschaften als Rundenturnier ausgetragen. Die beiden am schlechtesten platzierten Mannschaften der Vorrunde schieden anschließend aus dem Turnier aus, während die anderen Mannschaften unter Mitnahme ihrer Vorrundenergebnisse eine Zwischenrunde als Fortführung des Rundenturniers gegen die besten vier Mannschaften der anderen Vorrundengruppe ausspielten. Die besten vier Mannschaften dieser Zwischenrunde waren qualifiziert für die Weltmeisterschaften und spielten in der Endrunde im K.-o.-System die Medaillen der Kontinentalmeisterschaften untereinander aus.

## Vorrunde
Die Spiele der Vorrunde fanden zwischen dem 24. August und dem 28. August 2005 statt.

### Gruppe A
| Nation                | Sp | S | N | P+  | P-  |        | Brasilien | Venezuela 1954 | Vereinigte Staaten | Panama | Kanada |
| --------------------- | -- | - | - | --- | --- | ------ | --------- | -------------- | ------------------ | ------ | ------ |
| 1. Brasilien          | 4  | 3 | 1 | 393 | 342 |        | 111:88    | 94:96          | 83:77              | 105:81 |        |
| 2. Venezuela          | 4  | 3 | 1 | 330 | 342 | 88:111 |           | 71:70          | 71:70              | 100:91 |        |
| 3. Vereinigte Staaten | 4  | 2 | 2 | 336 | 329 | 96:94  | 70:71     |                | 94:72              | 76:92  |        |
| 4. Panama             | 4  | 1 | 3 | 298 | 302 | 77:83  | 70:71     | 72:94          |                    | 79:54  |        |
| 5. Kanada             | 4  | 1 | 3 | 318 | 360 | 81:105 | 91:100    | 92:76          | 54:79              |        |        |

### Gruppe B
| Nation                     | Sp | S | N | P+  | P-  |       | Argentinien | Dominikanische Republik | Puerto Rico | Uruguay | Mexiko |
| -------------------------- | -- | - | - | --- | --- | ----- | ----------- | ----------------------- | ----------- | ------- | ------ |
| 1. Argentinien             | 4  | 3 | 1 | 348 | 307 |       | 84:60       | 96:79                   | 86:72       | 82:96   |        |
| 2. Dominikanische Republik | 4  | 3 | 1 | 325 | 333 | 60:84 |             | 89:86                   | 72:69       | 104:94  |        |
| 3. Puerto Rico             | 4  | 2 | 2 | 354 | 339 | 79:96 | 86:89       |                         | 95:80       | 94:74   |        |
| 4. Uruguay                 | 4  | 1 | 3 | 312 | 313 | 72:86 | 69:72       | 80:95                   |             | 91:60   |        |
| 5. Mexiko                  | 4  | 1 | 3 | 324 | 371 | 96:82 | 94:104      | 74:94                   | 60:91       |         |        |

## Zwischenrunde
Die Spiele der Zwischenrunde, die die vier Teilnehmer an den Weltmeisterschaften ermittelten, fanden zwischen dem 30. August und dem 2. September 2005 statt. Die mitgenommenen Ergebnisse der Vorrunde sind kursiv gekennzeichnet.
| Nation                | Sp | S | N | P+  | P-  |       | Argentinien | Brasilien | Vereinigte Staaten | Venezuela 1954 | Panama | Dominikanische Republik | Puerto Rico | Uruguay |
| --------------------- | -- | - | - | --- | --- | ----- | ----------- | --------- | ------------------ | -------------- | ------ | ----------------------- | ----------- | ------- |
| 1. Argentinien        | 7  | 6 | 1 | 583 | 487 |       | 71:60       | 84:67     | 78:60              | 84:89          | 84:60  | 96:79                   | 86:72       |         |
| 2. Brasilien          | 7  | 4 | 3 | 618 | 580 | 60:71 |             | 94:96     | 111:88             | 83:77          | 80:72  | 101:107                 | 89:69       |         |
| 3. Vereinigte Staaten | 7  | 4 | 3 | 612 | 672 | 67:84 | 96:94       |           | 70:71              | 94:72          | 111:86 | 83:88                   | 91:77       |         |
| 4. Venezuela          | 7  | 4 | 3 | 521 | 477 | 60:78 | 88:111      | 71:70     |                    | 71:70          | 63:87  | 82:73                   | 101:99      |         |
| 5. Panama             | 7  | 4 | 3 | 573 | 569 | 89:84 | 77:83       | 72:94     | 70:71              |                | 88:78  | 74:55                   | 78:71       |         |
| 6. Dominik. Republik  | 7  | 3 | 4 | 458 | 507 | 60:84 | 72:80       | 86:111    | 87:63              | 78:88          |        | 89:86                   | 72:69       |         |
| 7. Puerto Rico        | 7  | 3 | 4 | 428 | 552 | 79:96 | 107:101     | 88:83     | 73:82              | 55:74          | 86:89  |                         | 95:80       |         |
| 8. Uruguay            | 7  | 0 | 7 | 472 | 591 | 72:86 | 69:89       | 77:91     | 99:101             | 71:78          | 69:72  | 80:95                   |             |         |

## Medaillenrunde
|  | Halbfinale   | Halbfinale         | Halbfinale   |   |             | Finale           | Finale             | Finale           |
|  |              |                    |              |   |             |                  |                    |                  |
|  | 3. September |                    |              |   |             |                  |                    |                  |
|  | 1            | Argentinien        | 104          |   |             |                  |                    |                  |
|  | 4            | Venezuela          | 93           |   |             | 4. September     | 4. September       | 4. September     |
|  |              |                    |              | 1 | Argentinien | 88               |                    |                  |
|  | 3. September | 3. September       | 3. September |   | 2           | Brasilien        | 100                |                  |
|  | 2            | Brasilien          | 93           |   |             |                  |                    |                  |
|  | 3            | Vereinigte Staaten | 75           |   |             | Spiel um Platz 3 | Spiel um Platz 3   | Spiel um Platz 3 |
|  |              |                    |              |   |             | 3                | Vereinigte Staaten | 83               |
|  | 4            | Venezuela          | 93           |   |             |                  |                    |                  |
|  |              |                    |              |   |             | 4. September     |                    |                  |